# CR彈珠機太妹刑事
CR彈珠機太妹刑事（日語：CRびっくりぱちんこスケバン刑事）是2011年11月由京樂産業.發售的彈珠CR機。

## 概要
富士電視台系在1985年 - 1986年播放的《太妹刑事II 少女鉄仮面傳説》（南野陽子主演的系列）的彈珠機。作中多數使用当時的戲劇拍攝實況影像。
還有繼《CR彈珠機錢形平次with TeamZ》，AKB48・SKE48共同合作第2張作品。

## 参加成員
- AKB48 TeamK：大島優子
- AKB48 TeamB：河西智美
- SKE48 TeamS：松井玲奈

這3人是主演太妹刑事的角色。

## 說明書
- 大当たり確率：1/229.9（確率変動中1/58.1）
- 確率変動突入率：100%（到70回轉）
- 賞球數：3&10&15
- 回合情況分開／
  - ヘソ：
  - 電チュー：

## 堅持己見的理由
《堅持己見的理由》（日語：突っ張る理由）是太妹Girls彈珠機景品限定CD。PV是收錄在2張DVD內。

### 收錄曲
1. 堅持己見的理由（日語：突っ張る理由）
作曲：中村望・編曲：Funta7
  - 『CR彈珠機太妹刑事』插入曲
2. 朋友啊在黎明相會吧（日語：友よ夜明けに待ち合わせよう）
作曲：山崎燿・編曲：野中"まさ"雄一

DVD
1. 堅持己見的理由
2. 友よ夜明けに待ち合わせよう

## 外部連結
- 彈珠機太妹刑事（页面存档备份，存于）